# Ivailo Gabrovski
Ivaïlo Gabrovski es un  ciclista búlgaro nacido el 31 de enero de 1978 en Sofía.

## Biografía
Formado en Francia, Ivaïlo Gabrovski es múltiple campeón de Bulgaria. Es el "recordman" de victorias del Tour de Bulgaria al venecer en cinco ocasiones. En 2012 dio positivo en el Tour de Turquía que ganó por lo que fue suspendido con 2 años y desposeído de la victoria del Tour de Turquía.

## Palmarés
| 2001 - Campeonato de Bulgaria Contrarreloj - Tour de l'Ain - 1 etapa del Tour de Poitou-Charentes 2002 - Campeonato de Bulgaria en Ruta 2003 - Campeonato de Bulgaria Contrarreloj - Tour de Bulgaria, más 3 etapas - 2.º en el Campeonato de Bulgaria de Ruta 2004 - Campeonato de Bulgaria Contrarreloj - 2 etapas del Tour de Bulgaria 2005 - Campeonato de Bulgaria de Ruta - Campeonato de Bulgaria Contrarreloj - Tour de Rumania 2006 - Campeonato de Bulgaria de Ruta - Campeonato de Bulgaria Contrarreloj - Tour de Bulgaria, más 3 etapas - Vuelta a Serbia, más 2 etapas | 2007 - Campeonato de Bulgaria de Ruta - Campeonato de Bulgaria Contrarreloj - Tour de Turquía, más 2 etapas - 1 etapa del Tour de Bulgaria 2008 (como amateur) - Campeonato de Bulgaria Contrarreloj - 1 etapa del The Paths of King Nikola - 1 etapa de la Vuelta a Serbia - Tour de Bulgaria 2009 - Campeonato de Bulgaria en Ruta - Gran Premio de Sharm el-Sheikh - Tour de Bulgaria, más 2 etapas - Kroz Vojvodina II - 3.º en el Campeonato de Bulgaria Contrarreloj 2011 - Tour de Bulgaria, más 1 etapa |